# Стратегический нефтяной резерв США
Стратегический нефтяной резерв США (англ. Strategic Petroleum Reserve, SPR) — в США резерв нефти в четырёх природных подземных хранилищах (соляных куполах) вдоль побережья Мексиканского залива в Техасе и Луизиане. Нефтяные резервы США являются крупнейшими в мире.
Близость к Мексиканскому заливу упрощает как транспортировку нефти (импортируемой и шельфовой) в хранилища, так и перекачку на множество нефтеперерабатывающих предприятий благодаря развитой системе нефтепроводов и возможности использования танкеров.
Создан в 1975 году по решению Конгресса США, после нефтяного кризиса 1973 года. Впервые нефтяной резерв был задействован в 1991 году, во время войны в Персидском заливе.

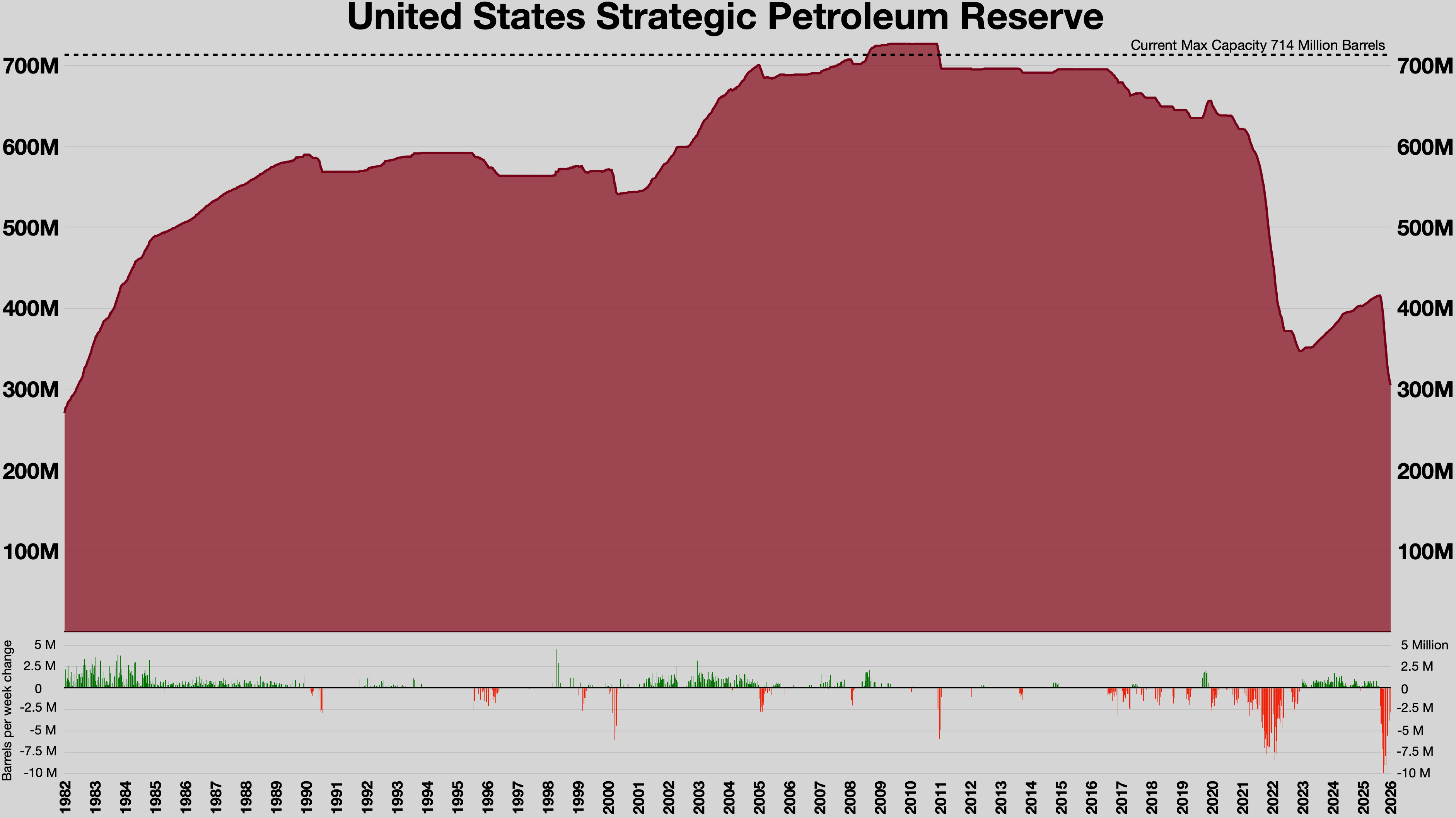
Объёмы резерва по годам

## История состояния резервов
Май 2004 г. — 659,5 млн баррелей.
В 2007—2008 гг. запасы пополнялись в среднем на 70 тыс. баррелей в сутки.

На 16 мая 2008 года — 702,7 млн барр. С этого момента и до настоящего времени запасы почти всё время сокращаются.
В январе 2010 г. был достигнут исторический максимум по объёмам запасов — 726,617 млн баррелей.
На 2013 г. — 695,9 млн баррелей.
В 2015 году в Сенате США рассматривался законопроект, согласно которому в 2018—2025 гг. возможна продажа 101 млн баррелей нефти, что позволит получить $9 млрд для финансирования транспортных проектов.
В июле 2015 года стратегический резерв составлял 692 млн баррелей, коммерческие запасы нефти — 465,8 млн баррелей.
В 2019 примерно треть американских стратегических резервов нефти в стратегических запасах США подверглась бактериальному заражению. Расплодившиеся в резервуарах бактерии превращают серу (содержится в нефти) в сероводород.
В ноябре 2021 года президент США Джо Байден анонсировал высвобождение из резервов 50 млн баррелей для сдерживания роста цен на бензин в стране.
В 2022 году США перешли к политике резкого сокращения стратегических запасов нефти: если в начале года в запасах числилось 593,382 млн. баррелей, то уже 29 августа 2022 года Рейтер сообщило, что запасы в Стратегическом нефтяном резерве США сократились до 450 миллионов баррелей (по данным агентства, это является самым низким показателем с декабря 1984 года).
В марте 2022 года США анонсировали еще 2 распечатывания нефтяных резервов. 1 марта Джо Байден распорядился выделить 30 млн. баррелей, а 31 марта анонсировал выделение по 1 млн. баррелей в сутки в течение 180 дней для дальнейшего сдерживания роста цен на бензин в США и на нефть в мире.
В октябре 2022 Байден распорядился высвободить ещё 15 млн баррелей из резерва.
К 6 января 2023 года в Стратегическом нефтяном резерве США осталось лишь 371,580 млн баррелей (что является худшим показателем с начала декабря 1983 года), всего резервы за полный 2022 год (с января по январь) сократились на 221,802 млн баррелей.
В 2023 году в течение первого квартала запасы не расходовались; 
начиная со второго квартала снова начали уменьшаться, к 7 июля в запасах оставалось лишь 346,758 млн баррелей (худший показатель с августа 1983 года). Далее в течение 2023 года запасы немного увеличились до 351,274 млн баррелей и с 6 октября их объем не меняется, оставаясь на минимумах с августа 1983 года. 
К концу года стратегический запас упал до минимального уровня за 30 лет (информация Ассоциации нефтегазовой промышленности США) — администрация Байдена за год истратила 40 % национальных запасов нефти.
Согласно уже действующему законодательству, объём нефти в запасах может сократиться до 238 миллионов баррелей к 2028 году.

## Хранилища

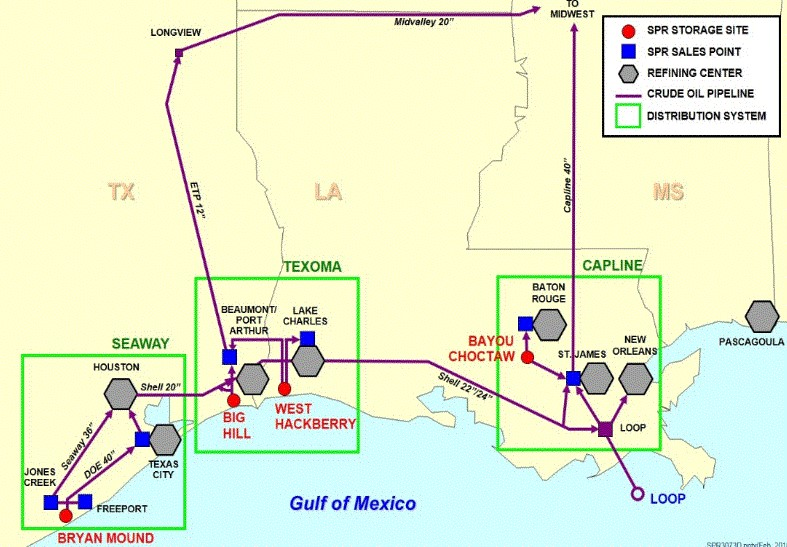
Strategic Petroleum Reserves, United States, 2018.

Значительные объемы хранятся в 4 объектах вблизи Мексиканского залива, рядом с крупными центрами нефтепереработки. Каждый объект использует несколько искусственных подземных полостей, созданных в соляных куполах путём бурения и растворения соли прокачиваемой водой. Некоторые полости находятся на глубине около 1 километра, их средние размеры 60 метров в ширину и 600 метров в глубину; объем каждого от 6 до 37 миллионов баррелей (от 1 до 6 миллиона кубометров). На создание и оснащение хранилищ было потрачено около 4 млрд долларов.
Министерство энергетики США заявило, что использование таких полостей примерно в 10 раз дешевле создания традиционных наземных хранилищ.
- Bryan Mound — Freeport, Texas. 20 полостей суммарно на 254 миллиона баррелей, с суточной пропускной способностью в 1.5 млн баррелей.[18][19]
- Big Hill — Winnie, Texas. Объем 160 миллионов баррелей, до 1.1 миллиона в сутки. Планируется расширение на 250 млн (1.5 в сутки).[19]
- West Hackberry — Lake Charles, Louisiana. 227 миллионов, пропускная способность 1.3 миллиона в день.[19]
- Bayou Choctaw — Батон-Руж, штат Луизиана. Ёмкость 76 миллионов баррелей, не более 0,55 млн в день. Планируется расширение на 109 миллионов, с увеличением пропускной способности на 0,6 млн баррелей в день.[19]
- Планируется создание хранилищ в Richton, Mississippi на 160 миллионов баррелей с пропускной способностью в 1 миллион в день.[19] Планы были объявлены министром энергетики Самуэль Бодман в феврале 2007.[20] Существуют протесты против развития проекта.[21]
- До 1999 действовал объект Weeks Island в Айбирии ёмкостью в 72 миллиона баррелей.